# Nomparadougou
Nomparadougou est une localité du nord de la Côte d'Ivoire qui se situe dans la Région des savanes, entre les villes de Boundiali et Korhogo. En bambara, le suffixe dougou signifie village. La population y est constituée essentiellement de Sénoufos.